# 赤井益久
赤井 益久 （あかい ますひさ、1950年9月6日 - ）は、日本の文学者。國學院大學名誉教授・前学長。専門は唐代文学、中国古典語法。

## 経歴
出生から修学期
1950年、神奈川県横浜市で生まれた。早稲田大学第二文学部東洋文化専修で学び、 1976年に卒業。國學院大學大学院文学研究科に進み、1983年に博士課程後期を満期退学。
中国古典文学研究者として
1988年、國學院大學文学部助教授に就いた。1996年に同文学部教授に昇格。2001年からは國學院大學教務部長を務めた。2003年、学位論文『中唐詩壇の研究』を國學院大學に提出して文学博士を取得。2007年に國學院大學副学長となり、2011年に國學院大學学長に就任した。2019年、國學院大學学長を退任。

### 委員・役員ほか
- 学校法人國學院大學評議員(2001年 - )
- 学校法人國學院大學理事(2007年 - )

## 著作
著書
- 『中国山水詩の景観』新公論社 2010
- 『中唐詩壇の研究』創文社(東洋学叢書) 2004
  - 電子書籍再版 講談社(創文社オンデマンド叢書)
- 『唐代伝奇小説の研究』研文出版 2021
- 『韓愈・柳宗元』(新釈漢文大系 詩人編 8) 明治書院 2021
- 『中唐詩論集 研究・講演・書評』研文出版 2024
- 『NHKカルチャーラジオ 漢詩をよむ』漢詩の歳時記【秋冬編】 NHK出版 2024[5][6]

メディア出演・協力
- 『漢詩をよむ』NHKラジオ第2放送 カルチャーラジオ
- 『光る君へ』NHK大河ドラマ漢詩考証[7]